# Marcelo Baumbach

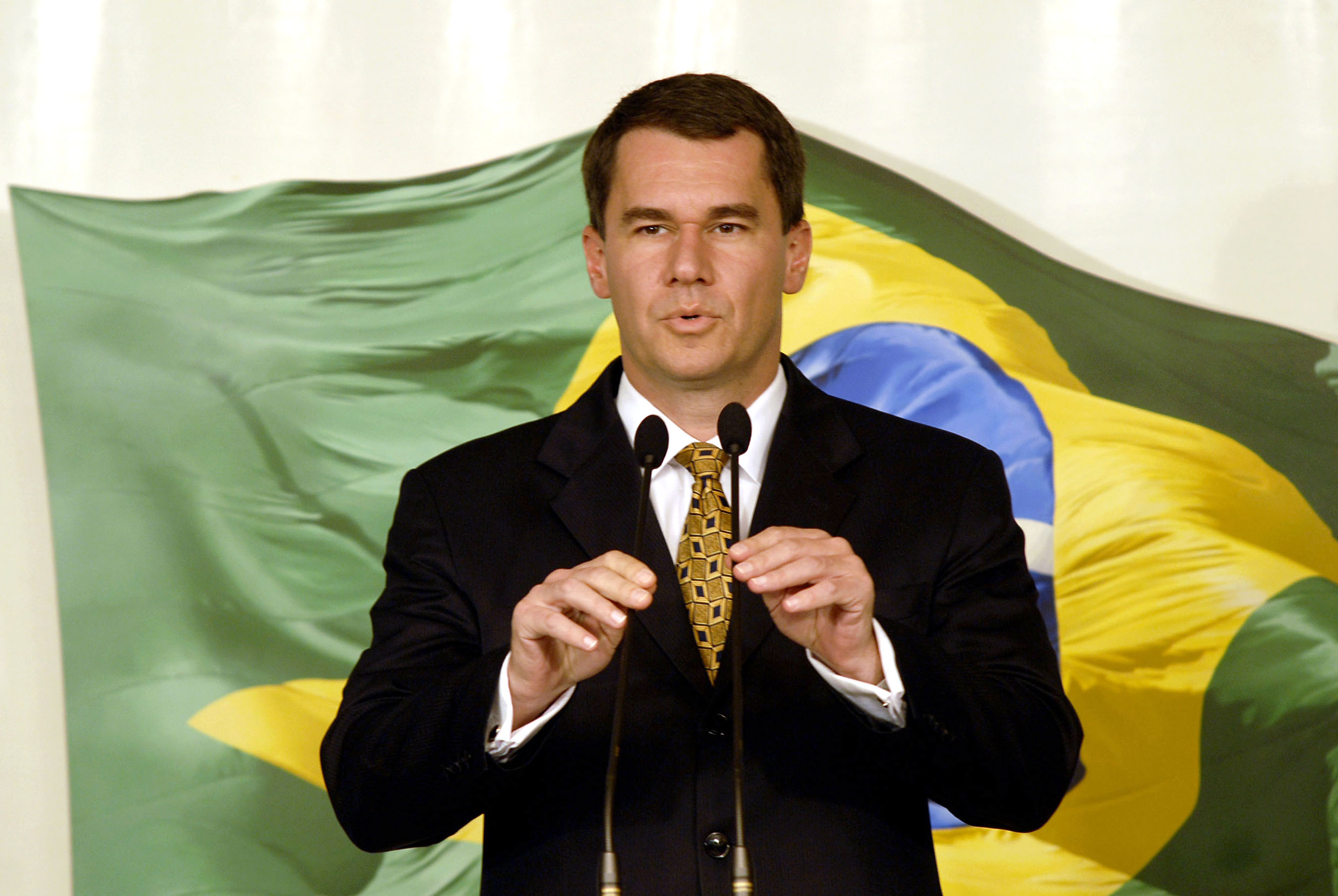
Marcelo Baumbach, 25. Juli 2007

Marcelo Baumbach (* 16. Februar 1967 in Porto Alegre) ist ein brasilianischer Diplomat.

## Leben
Marcelo Baumbach ist der Sohn von Neila Maria Baumbach und José Arsenio Baumbach. 1988 wurde er Bachelor der Rechts- und Sozialwissenschaft der Universidade Federal do Rio Grande do Sul. 1990 trat er in den auswärtigen Dienst ein und wurde 1991 zum Gesandtschaftssekretär dritter Klasse ernannt. 1992 absolvierte er ein Aufbaustudium an der Haager Akademie für Völkerrecht. 2006 wurde er zum Gesandtschaftsrat zweiter Klasse und 2008 zum Gesandten zweiter Klasse ernannt. In seiner Arbeit des Curso de Altos Estudos des Rio Branco-Institut beschäftigte er sich mit dem Sanktionsregime des Sicherheitsrates der Vereinten Nationen. 1993 war er Assistent am Rio Branco-Institut und ab 1999 Gesandtschaftssekretär bei der brasilianischen Mission bei der Associação Latino - Americana de Integração (ALADI) in Montevideo. 2002 leitete die  Coordenadoria de Programa de Gestão da Política Externa (Unterhalt der brasilianischen Außenpolitik) und war Assistent des Staatssekretärs im Außenministerium. Ab 2004 war er Gesandtschaftssekretär erster Klasse beim UN-Hauptquartier. Anfang April 2007 löste er André Singer als Sprecher von Staatspräsident Luiz Inácio Lula da Silva ab. Ab 2001 war er  Gesandtschaftssekretär erster Klasse in Caracas. Seit 12. Januar 2012 ist er Botschafter in Paramaribo, Suriname.
| Vorgänger                 | Amt                                                           | Nachfolger |
| ------------------------- | ------------------------------------------------------------- | ---------- |
| José Luiz Machado e Costa | brasilianischer Botschafter in Paramaribo 12. Januar 2012 bis | —          |